# Báhoň
Báhoň é um município da Eslováquia, situado no distrito de Pezinok, na região de Bratislava. Tem 10,57 km² de área e sua população em 2019 foi estimada em 1856 habitantes.

## Demografia
| Ano:        | 1994 | 2004   | 2014   | 2024   |
| ----------- | ---- | ------ | ------ | ------ |
| Broj ljudi: | 1479 | 1615   | 1748   | 1812   |
| Razlika:    |      | +9,19% | +8,23% | +3,66% |

| Ano:               | 2023 | 2024   |
| ------------------ | ---- | ------ |
| Número de pessoas: | 1833 | 1812   |
| Diferença:         |      | -1,14% |